# Capucin noir
Lonchura stygia
Espèce
Répartition géographique
Statut de conservation UICN

 LC  : Préoccupation mineure
Le Capucin noir (Lonchura stygia) est une espèce de passereau appartenant à la famille des Estrildidae.

## Comportement
Il vit généralement en groupes de 20 individus au maximum.

## Répartition
Il est endémique du sud de la Nouvelle-Guinée.

## Habitat
Il habite les savanes et les zones humides et quelquefois les rizières.
Il est menacé par la destruction des roselières.